# یونکرس یو ۸۹
یونکرس ۸۹ (به انگلیسی: Junkers Ju 89) یک هواگرد ساختِ کارخانهٔ یونکرس در کشور آلمان است. نخستین استفاده‌کنندهٔ این هواپیما نیروی هوایی آلمان نازی بوده‌است. این هواگرد برای نخستین بار در ۱۱ آوریل ۱۹۳۷ میلادی مورد استفاده قرار گرفت.